# Toulon-sur-Arroux
 Toulon-sur-Arroux  es una población y comuna francesa, en la región de Borgoña, departamento de Saona y Loira, en el distrito de Charolles. Es el chef-lieu del cantón de Toulon-sur-Arroux. Perteneció al condado de Charolais, y como tal fue parte de la herencia borgoñona del rey y emperador Carlos V. En 1558 vinculará el condado a la herencia de su hijo Felipe II. Seguirá la suerte de Charolles, capital del condado, manteniéndose bajo la soberanía del rey de España hasta 1684.

## Demografía
| 1925 | 1953 | 2057 | 2028 | 1867 | 1630 |
| Para los censos de 1962 a 1999 la población legal corresponde a la población sin duplicidades (Fuente: INSEE [Consultar]) |      |      |      |      |      |